# Подґуже (Мисліборський повіт)
Подґуже (пол. Podgórze) — село в Польщі, у гміні Барлінек Мисліборського повіту Західнопоморського воєводства.
Населення — 60 осіб (2011).
У 1975-1998 роках село належало до Гожовського воєводства.

## Демографія
Демографічна структура станом на 31 березня 2011 року:
|          | Загалом | Допрацездатний вік | Працездатний вік | Постпрацездатний вік |
| -------- | ------- | ------------------ | ---------------- | -------------------- |
| Чоловіки | 27      | 13                 | 11               | 3                    |
| Жінки    | 33      | 9                  | 20               | 4                    |
| Разом    | 60      | 22                 | 31               | 7                    |